# Неман мораш убити два пута (стрип)
Неман мораш убити два пута је 11. епизода стрип серијала Кобра. Објављена је у магазину YU стрип, бр. 226/1 у издању Дечјих новина. Свеска је објављена у јуну 1980. год. Цена свеске је износила 15 динара (0,54 $; 0,96 DEM). Сценарио је написао Светозар Обрадовић, а епизоду нацртао Бранислав Керац. Епизода је имала 20 страна.

## Део шире епизоде
Ова епизода је 3. део приче под називом Човек са два живота, чији је први део објављен у YU стрипу 212/1. Други део објављен је у YU стрипу бр. 216/1.

## Реприза
Сва три дела објављена су репризно у YU стрип профилу бр. 11, 1987 године. Цена албума износила је 1.500 динара.

## Кратак садржај
Кобра наставља да тражи Клејтона. Придружује му се Жо, бивша Клејтонова десна рука који жели да му се освети због убиства Жизел (види 2. део). Жо наводи Кобру у градић у Источној Азији. Након што га проналазе на острву близу градића, Клејтон покушава да побегне хеликоптером.